# Guillermo Chong
Guillermo Baltazar Chong Díaz es un geólogo chileno y profesor de la Universidad Católica del Norte en Antofagasta, Chile.
En 2018 fue nombrado hijo ilustre de Arica.  El mineral Chongita y el pez extinto Chongichthys llevan su nombre.
En 2011, junto con Zulma Brandoni de Gasparini y otros, Chong Díaz descubrió un cráneo fosilizado bien conservado de la familia Metriorhynchidae. El equipo determinó que se trataba de un espécimen de Metriorhynchus westermanni, un crocodiliforme marino extinto.